# World famous in New Zealand

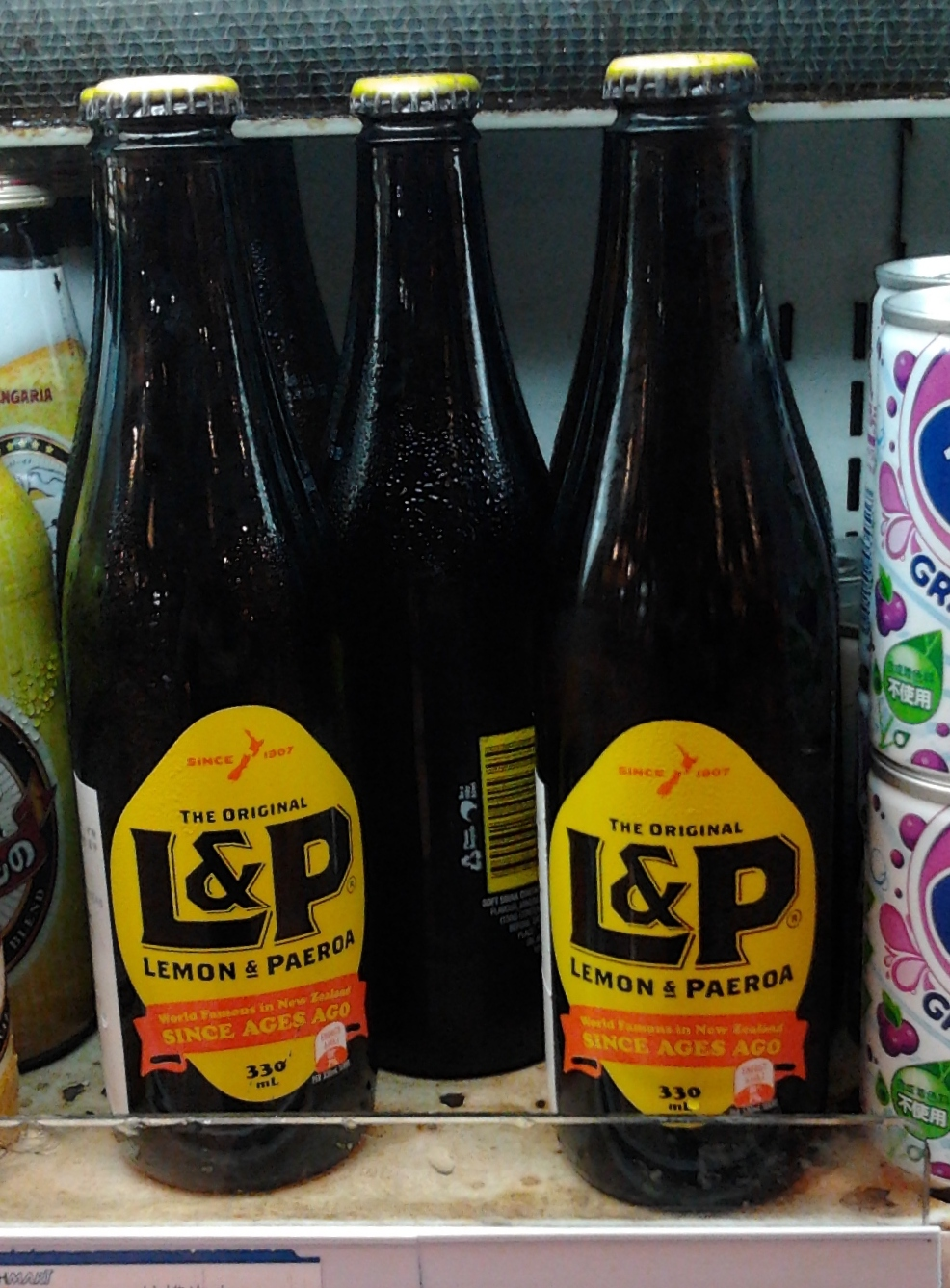
Dos botellas del refresco "Lemon & Paeroa" con el lema en sus etiquetas.

La frase «mundialmente famoso en Nueva Zelanda», escrito en inglés como «World famous in New Zealand» es una frase comúnmente utilizada en Nueva Zelanda y se utiliza para describir artículos o personas que aunque son famosos en Nueva Zelanda, son desconocidos en el resto del mundo, mientras que artículos y personas con caracteres parecidos en países más grandes y con más cobertura mediática serían más conocidos y por lo tanto más famosos a nivel mundial.
El término es a la vez una parodia del orgullo nacional y una muestra de humor desaprobatorio. Indica un sentimiento de orgullo de que un país pequeño es capaz de tener personas o artículos que, en opinión del hablante, tienen las cualidades necesarias para ser mundialmente famosos, incluso reconociendo que las personas o artículos provenientes de países que no reciben mucha cobertura mediática, siempre están destinados a ser «peces grandes en una pecera pequeña».
La frase se originó en los noventa y afianzó su uso en la segunda mitad de la década de los noventa como un lema comercial para Lemon & Paeroa, una bebida carbonatada muy popular en Nueva Zelanda pero que es virtualmente desconocida fuera del país.
La frase también se utilizó en un álbum de 1999, World Famous In New Zealand, una compilación hecha por roqueros neozelandeses bajo el sello Epic Records y también en un libro de 2001 titulado World Famous In New Zealand: How New Zealand's Leading Firms Became World-Class Competitors, escrito por Colin Campbell-Hunt, James Brocklesby, Sylvie Chetty, Lawrie Corbett, Sally Davenport, Deborah Jones, y Pat Walsh (Auckland, Auckland University Press).